# Hypericum pringlei
Hypericum pringlei är en johannesörtsväxtart som beskrevs av S. Wats.. Hypericum pringlei ingår i släktet johannesörter, och familjen johannesörtsväxter. Inga underarter finns listade i Catalogue of Life.